# Capelle-les-Grands
Capelle-les-Grands är en kommun i departementet Eure i regionen Normandie i norra Frankrike. Kommunen ligger i kantonen Broglie som tillhör arrondissementet Bernay. År 2022 hade Capelle-les-Grands 426 invånare.

## Befolkningsutveckling
Antalet invånare i kommunen Capelle-les-Grands
Referens:INSEE